# Paul-Émile Lecoq de Boisbaudran
Paul-Émile Lecoq de Boisbaudran (také François Emile Lecoq de Boisbaudran, 18. dubna 1838 Paříž – 28. května 1912 Paříž) byl francouzský chemik známý svými objevy chemických prvků gallia, samaria a dysprosia. Objevil také dva lanthanoidy - dysprosium a europium. Vyvinul metody separace a čištění prvků vzácných zemin a byl jedním z průkopníků spektroskopie.
Jeho objev gallia významně podpořil Mendělejevovu teorii periodicity prvků. Například také navrhl, že nově objevený prvek argon je členem nové chemické skupiny prvků, které byly později nazvány vzácné plyny.
Boisbaudran nevystudoval žádné odborné školy a byl samoukem. O to výjimečnější jsou jeho vědecké úspěchy a objevy. Byl za ně vyznamenán Křížem čestné legie (1876) Bordinovou cenou od Francouzské akademie věd (1872), Davyho medailí (1879 a Prix Lacaze 10 000 franků (1879).  V roce 1888 byl zvolen zahraničním členem Britské královské společnosti.

## Vzdělání a kariera
Lecoq de Boisbaudran se narodil 18. dubna 1838 v Paříži v rodině šlechtického rodu hugenotů z francouzských provincií Poitou a Angoumois. Byl synem Paula Lecoqa a Anny Louise de Boisbaudran. Jeho otec založil v Cognacu úspěšný obchod s vínem, který těžil z tvrdé práce celé rodiny včetně mladého Paula. Jeho matka byla vzdělaná a učila svého syna historii a cizí jazyky, včetně angličtiny.
Paulu se nedostalo žádného odborného vzdělání, ale získal učební osnovy École Polytechnique a studoval knihy z jejich kurzů. S podporou své rodiny si zařídil skromnou chemickou laboratoř a v ní se zabýval experimenty, které nastudoval v knihách. Byl samouk, který pomocí těchto experimentů rozvinul své spektroskopické teorie a učinil většinu svých objevů, včetně izolace nově objeveného prvku gallia.
V roce 1897 se oženil s Jeannette Nadault-Valette (1852–1926), ale děti spolu neměli. Ve stáří se u něj rozvinula ankylóza kloubů (ztuhnutí kloubů) a zhoršující se zdraví mu po roce 1895 zabránilo v další práci. Zemřel v roce 1912 ve věku 74 let.

## Výzkum

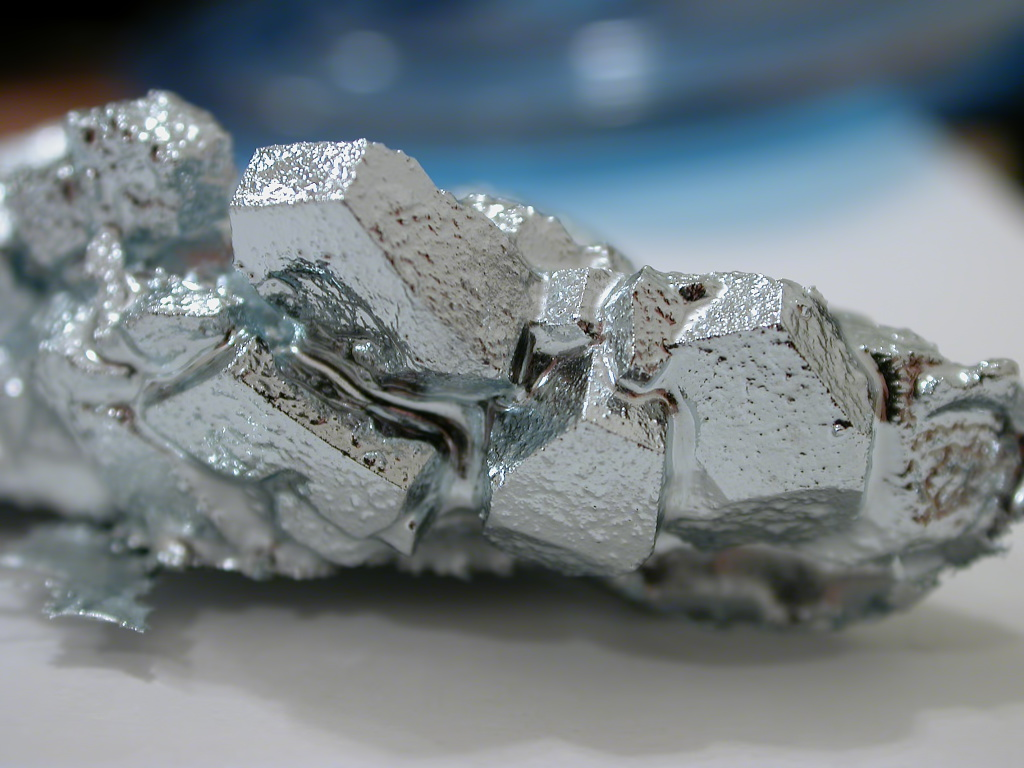
Gallium

- GalliumV letech 1866 až 1869 se zaměřil na přesycení roztoků, při kterém mohou v roztoku existovat látky ve vyšších koncentracích, než je možné za normálních podmínek. Dokázal, že kontakt přesycených roztoků s krystaly izomorfní soli způsobí, že se látka vysráží z roztoku. Dále ukázal, že mnoho bezvodých solí lze rozpustit a vytvořit přesycený roztok.
- V roce 1874 zjistil, že některé krystalové struktury se rozpouštějí rychleji než jiné. Například že oktaedrické struktury jsou v případě krystalů kamence amonného méně rozpustné než kubické struktury.

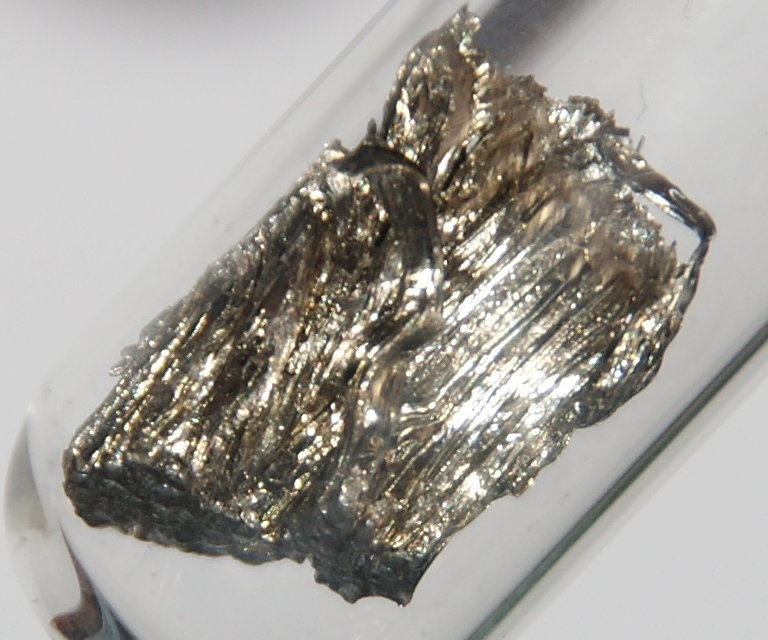
Samarium

- SamariumVýznamně přispěl k rozvinutí tehdy nové vědní disciplíny spektroskopii (interakce světla a hmoty). Vyvinul nové experimentální aparatury a použil je k provádění spektrálních analýz různých chemických prvků. Systematickými experimenty analyzoval spektra 35 prvků, přičemž použil Bunsenův hořák, elektrickou jiskru nebo obojí k vyvolání luminiscence vzorků prvků. Vyvinul teorii spektroskopie založené na molekulárních vibracích a odvodil, že spektrální frekvence se vztahují k atomové hmotnosti prvku. Výsledky jeho raných výzkumů byly publikovány v jeho díle Spectres lumineux: spectres prismatiques et en longueurs d'ondes destinés aux recherches de chimie minérale (1874).Europium

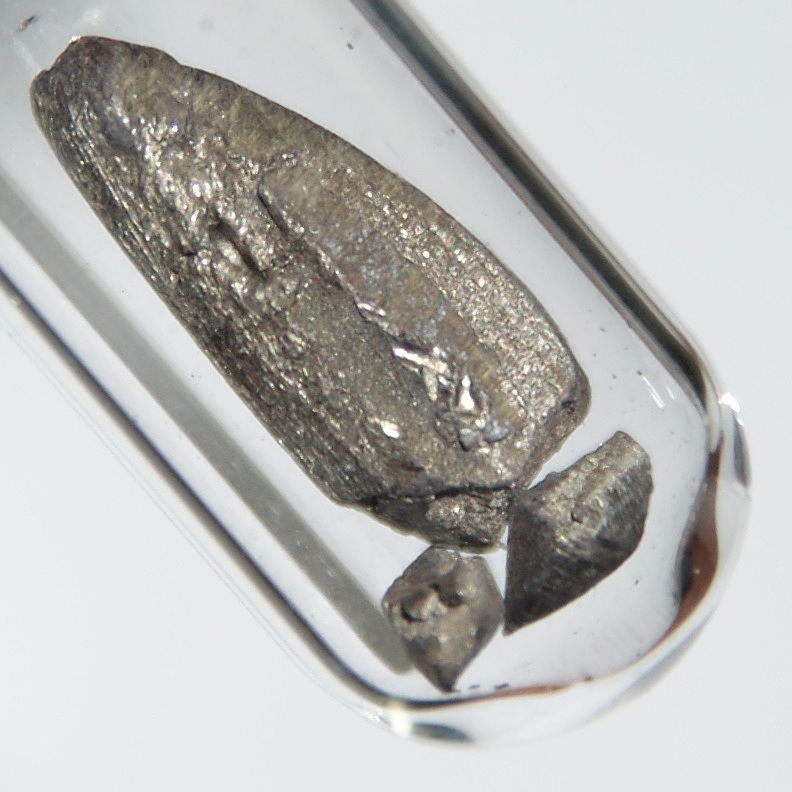
Europium

- V roce 1875 objevil prvek gallium. Již v roce 1874 zkoumal vzorek 52 kg minerálního rudného sfaleritu získaného z dolu Pierrefitte v Pyrenejích a později připravil 75 gramů gallia s použitím více než 4 tun surové rudy. Potvrdil jeho spektrální charakteristiky, které se skládají ze dvou spektrálních čar ve fialové části spektra minerálu sfaleritu. Objevený prvek pojmenoval gallium z latinského Gallia, což znamená Galie, tedy jeho rodná země Francie.

- V roce 1879 objevil samarium poté, co poprvé izoloval oxid samaritý (Sm2O3) . Přítomnost nového prvku identifikoval pomocí spektroskopie, neboť zpozoroval neznámé absorpční čáry. Svůj nový prvek pojmenoval samarium podle minerálu samarskitu, ze kterého byl izolován.Gadollinium

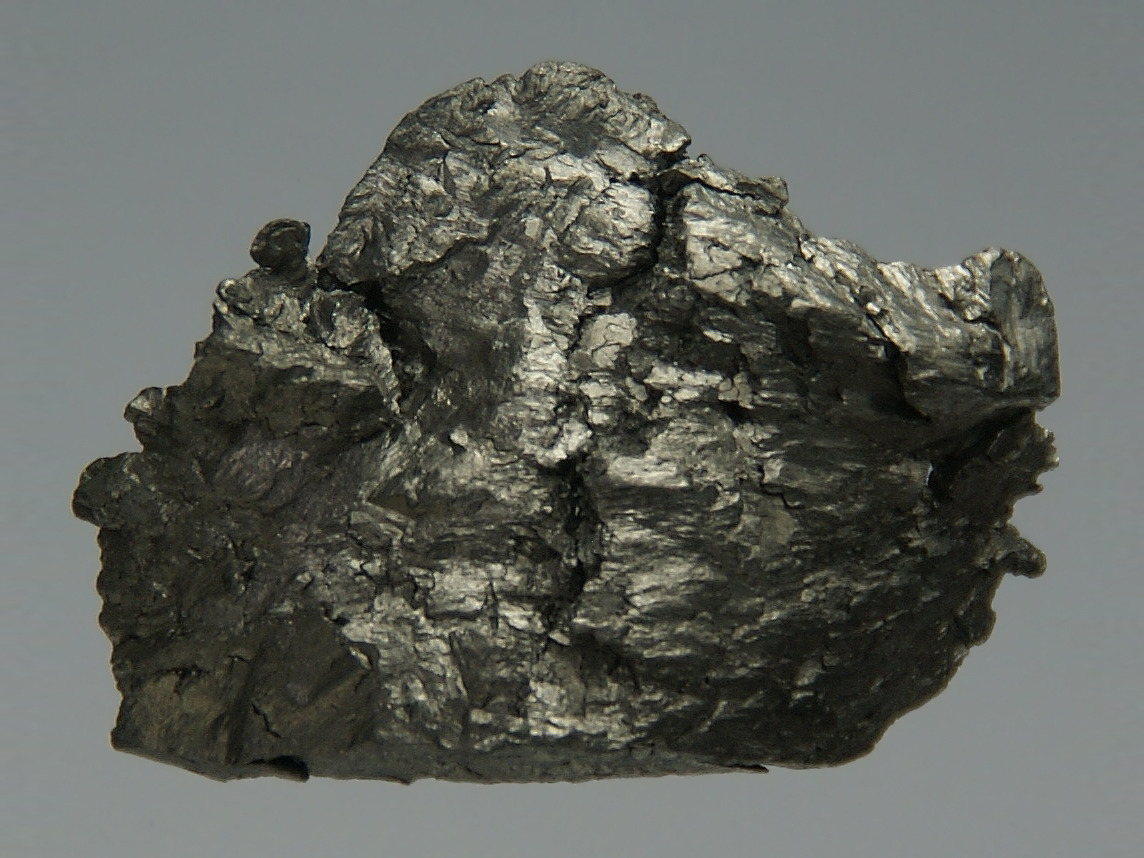
Gadollinium

- V roce 1886 se mu podařilo izolovat vyčištěný vzorek látky - zdroje nového spektrálního pásma.  Experimentoval tehdy se srážením sloučenin vzácných zemin z vodného roztoku pomocí síranu draselného. Všiml si dosud neznámého spektrálního pásu ve žlutozelené části spektra, což svědčilo o novém prvku. Prvek pojmenoval dysprosium, což v řečtině znamená obtížně získatelné.
- Objevil také prvky později nazvané lanthanoidy - dysprosium (1886) a europium (1890).
- V roce 1885 také spektroskopicky charakterizoval gadolinium, prvek objevený v roce 1880 J. C. Galissardem de Marignacem.